# Tərtər
Tərtər, Terter – miasto w centralnym Azerbejdżanie, stolica rejonu Tərtər. W 2022 populacja wynosiła 19,9 tys. osób.
Na miejscu dzisiejszego miasta niegdyś istniała miejscowość o nazwie Ter-Ter (z karawanserajem i twierdzą), położona 17 km od stolicy Albanii Kaukaskiej – Bərdə. W 1941 wieś otrzymała status miasta i nową nazwę Mir-baszyr, na cześć od Mir Bəşira Qasımova – azerbejdżańskiego polityka, przewodniczącego Prezydium Rady Najwyższej Azerbejdżańskiej SRR. W 1991 nadano miastu obecną nazwę.

## Klimat
Tərtər jest pod wpływem klimatu stepowego. W ciągu roku nie ma tu zbyt wiele deszczu. Klasyfikacja klimatu Köppena-Geigera BSk. Na tym obszarze średnia temperatura wynosi 14,3 °C. W ciągu roku średnie opady wynoszą 394 mm. Najsuchszym miesiącem jest styczeń z opadami na poziomie 16 mm. W maju opady osiągają wartość szczytową ze średnią 62 mm. Różnica w opadach pomiędzy najsuchszym a najbardziej mokrym miesiącem wynosi 46 mm. Najcieplejszym miesiącem w roku jest lipiec ze średnią temperaturą 26,4 °C, z kolei najzimniejszym miesiącem jest styczeń ze średnią temperaturą 2,5 °C. Wahania roczne temperatur wynoszą 23,9 °C.